# Olivstjärtad plattnäbb
Olivstjärtad plattnäbb (Ramphotrigon fuscicauda) är en fågel i familjen tyranner inom ordningen tättingar.

## Utbredning och systematik
Fågeln förekommer från allra sydöstligaste Colombia till norra Bolivia och sydvästra Brasilien (Mato Grosso). Den behandlas som monotypisk, det vill säga att den inte delas in i några underarter.

## Status
IUCN kategoriserar arten som livskraftig.